# Пехлецкое сельское поселение
Сельское поселение Пехлецкое — сельское поселение в составе Кораблинского района Рязанской области.
Центр — село Пехлец.

## Население
| 2010  | 2012  | 2013  | 2014  | 2015  | 2016  | 2017  |
| ----- | ----- | ----- | ----- | ----- | ----- | ----- |
| 1422  | ↗1544 | ↗1601 | ↗1606 | ↘1584 | ↗1592 | ↘1584 |
| 2018  | 2019  | 2020  | 2021  |       |       |       |
| ↘1520 | ↘1443 | ↘1425 | ↗1914 |       |       |       |

## Состав сельского поселения
В состав сельского поселения входят 5 населённых пунктов
| № | Населённый пункт    | Тип населённого пункта       | Население |
| - | ------------------- | ---------------------------- | --------- |
| 1 | Неретино            | село                         | 33        |
| 2 | Пехлец              | село, административный центр | 822       |
| 3 | Посёлок Газопровода | посёлок                      | 313       |
| 4 | Табаево             | деревня                      | 113       |
| 5 | Фролово             | деревня                      | 141       |

## Органы власти
Администрация Пехлецкого сельского поселения
Осуществляет исполнительные функции местного самоуправления в районе.
Глава администрации Пехлецкого сельского поселения
Власов Александр Михайлович
Выборное должностное лицо, избранное гражданами района при тайном голосовании. Глава муниципального образования является высшим должностным лицом, возглавляет администрацию муниципального образования.
Совет депутатов Пехлецкого сельского поселения
Является представительным органом сельского поселения. Выборный орган местного самоуправления, обладающий правом представлять интересы населения и принимать от его имени решения, действующие на территории Пехлецкого сельского поселения.
Председатель Совета депутатов Пехлецкого сельского поселения
Музюкин Александр Андреевич
Выборное должностное лицо органа местного самоуправления, организующее его деятельность.